# Alchemilla wallischii
Alchemilla wallischii — вид квіткових рослин з родини трояндових (Rosaceae). Ареал: пд. Польща, Словаччина; населяє Татри.